# Els Nulens
Els Nulens (5 augustus 1971) is een Belgisch stedenbouwkundige. Ze is de oprichter en zaakvoerder van het ontwerpbureau Blauwdruk Stedenbouw.

## Opleiding
Na haar middelbare studies in het Sint-Jozef Instituut te Bokrijk afgerond te hebben in 1989, nam Nulens deel aan een AFS uitwisselingsproject in Canada. Daarna studeerde ze architectuur aan het Henry van de Velde-Instituut te Antwerpen (de voorganger van de huidige Faculteit Ontwerpwetenschappen van de Universiteit Antwerpen). Nadat ze in 1995 afstudeerde, genoot ze nog een opleiding stedenbouw aan de Universitat Politècnica de Catalunya, Barcelona (tot 1997).

## Carrière
Na haar studies in Barcelona afgerond te hebben, vond ze daar meteen haar eerste job. Een jaar lang werkte ze als medewerker voor het architectuur- en stedenbouwkundig bureau van Manuel de Solà-Morales. Daarna was ze voor een jaar betrokken in de onderzoeks- en ontwerpgroep Projectteam Stadsontwerp, die zich toelegde op de herstructurering van verlaten industriegebieden en uitgediende haven- en spooremplacementen. Na weer een jaar ging ze aan de slag als medewerker bij architectuur- en stedenbouwkundig bureau Buro 5 te Maastricht, waar ze drie jaar werkte. Ondertussen was ze voor een jaar ook deeltijds medewerker van het Schepenkabinet Ruimtelijke Ordening, stedelijke ontwikkeling en openbare werken Antwerpen. In 2003 ging ze voor de komende drie jaar aan de slag bij de Planningscel van Stad Antwerpen, en werd ook vennoot bij Planners architectenvennootschap voor landschap, stedenbouw en architectuur te Antwerpen, waar ze 10 jaar lang deel van uitmaakte. Tegenwoordig is Nulens voorzitter van de Kwaliteitskamer Winvorm (West-Vlaanderen) (sinds 2012) en van Mechelen (sinds 2018). Ze is ook lid van de expertengroep voor de Vlaams Bouwmeester (sinds 2017). Daarnaast is ze zaakvoerder van het ontwerpbureau Blauwdruk Stedenbouw, dat ze oprichtte in 2013. De Universiteit Antwerpen lijst Nulens ook op als gastprofessor.

## Werk
Twee bekende, concrete projecten waaraan Nulens heeft meegewerkt zijn de stationsomgeving in Leuven en het Eilandje te Antwerpen. Nulens heeft altijd in teams gewerkt. Individuele stedenbouwprojecten kunnen dus niet aan haar worden toegeschreven. In enkele publicaties maakt ze wel haar visie op bepaalde thema’s bekend. Deze publicaties, alsook haar algemene visie op stedenbouw, die gestalte geeft aan haar eigen bureau Blauwdruk, zijn te vinden op de website van voornoemd bureau.